# Mộc Anh
Mộc Anh (沐英; 1345- 1392) là một võ tướng, khai quốc công thần nhà Minh. 

## Cuộc đời
Mộc Anh, tự Văn Anh, là người Hồi quê ở An Huy. Cha mẹ mất sớm, năm 8 tuổi được Chu Nguyên Chương nhận làm con nuôi.
Vào năm 1362, Mộc Anh được 18 tuổi, ông đã được phong Trướng tiền đô úy đóng quân tại Trấn Giang. Sau đó, ông được thăng Chỉ huy sứ và đóng quân tại Quảng Nguyên.
Vào năm 1376, ông được lệnh đi đến khu vực Quan Trung, năm sau cùng Đặng Dữ tấn công Tứ Xuyên và Tây Tạng, đến núi Côn Lôn.
Vào mùa thu năm 1381, cùng Lam Ngọc theo Phó Hữu Đức đánh chiếm Vân Nam, sau được Chu Nguyên Chương cho trấn giữ nơi đây. Ông cũng là công thần hiếm hoi không bị thanh trừng.
Vào tháng năm 1392, Mộc Anh đã khóc cay đắng khi biết tin Thái tử Chu Tiêu mất. Khi Mã Hoàng hậu chết trước đó, Mộc Anh đã khóc và nôn ra máu. Cùng năm mất tại Vân Nam, truy phong Kiềm Ninh Vương (黔寧王), thụy Chiêu Tịnh (昭靖), phụ thờ Thái miếu. Con cháu được thế tập trấn thủ Vân Nam đến khi nhà Minh mất.

## Con cái
1. Tây Bình Huệ Tương hầu Mộc Xuân (西平惠襄侯 沐春)
2. Định Viễn Trung Kính vương Mộc Thạnh (定遠忠敬王 沐晟)
3. Định Biên Vũ Tương bá Mộc Ngang (定邊武襄伯 沐昂), mẹ là Phương thị.
4. Mộc Sưởng (沐昶) (mất sớm)
5. phò mã Mộc Hân (沐昕), mẹ là Nhan thị. Vợ là Thường Ninh Công chúa (常寧公主), một con gái của Minh Thành Tổ.